# Línea 52 (Buenos Aires)
La línea 52, más conocida como La Lujanera, fue una línea de colectivos de Argentina que pertenece a La Perlita, que unía Plaza Miserere con los partidos de Tres de Febrero, La Matanza, Morón, Ituzaingó, Merlo, Moreno, General Rodríguez, Luján y Mercedes, en la Provincia de Buenos Aires.

## Historia
La línea 52 había comenzado a circular bajo una Corporación General de Transportes que hasta que en los años 1940 se la conoció como la GOAL. En la época del Peronismo pasó a llamarse 17 de octubre. Durante algunos años se asoció con La Florida (empresa desaparecida), que unía Luján con Junín.
Luego se denominó vulgarmente como La Miserere. Sus antiguos dueños eran españoles, lo que explica los colores rojo, amarillo y plateado que llevaron durante varios años, la pintura de los micros o colectivos que cubría la distancia que existe entre el partido de Luján con Plaza Miserere (en la ciudad de Buenos Aires). Por esos años tuvieron sus talleres en 25 de mayo al 200.
A inicios de la década de 1990, la línea pasa a ser explotada por la Empresa Línea 216, manteniendo la razón social Transportes Automotores Luján S.A. (TALSA) y sus clásicos colores, con unidades confortables.
En 1999 la línea es vendida al Grupo Roggio, el cual por medio de Metrovías también gerenciaba los Subtes y la sección urbana del Ferrocarril General Urquiza. La razón social paso a llamarse Metrolíneas y adaptando los colores amarillo y gris que también ostentaban la mayoría de los subtes, aunque conservando sus nombres históricos ploteados en el frente (La Lujanera) y en la culata de la unidad (TALSA). 
También se habían agregado otros servicios como el rápido y semirápido que circulaban por las autopistas 25 de Mayo, Perito Moreno y Acceso Oeste, además de incluir un servicio con minibuses Mercedes-Benz LO814 y el primer coche adaptado para personas con movilidad reducida, de la firma El Detalle
Apenas cuatro años duro la gestión de Roggio/Metrovías, la cual de un día para el otro abandonó la línea, que pasó a ser operada por una cooperativa de choferes que denunciaron el vaciamiento por parte del empresario. La flota empezó a decaer, por la imposibilidad de comprar nuevas unidades y de reparar las que se iban rompiendo. La cooperativa compró unos pocos coches usados, y tuvo que recurrir a hacer servicios con los legendarios Mercedes-Benz LO 1114, a los que le agregaron las leyendas Talsita y La Lujanera Jr.. Hasta que en 2003, la situación se hizo insostenible y luego de alrededor de 60 años, La Lujanera dejaba de circular.
Desde el 2007 hasta la actualidad, uno de los recorridos de esta línea es operado por la Línea 57: el servicio rápido desde Once a Moreno por Autopista. Un año antes, Transportes La Perlita SA había creado un ramal a General Rodríguez de su línea 312, el cual después de unos años consiguió la licencia de la Línea 422, la otra sección de La Lujanera que iniciaba su recorrido en el lado provincia de Liniers. Pero La Perlita solo explota el recorrido desde Ituzaingo hasta Gral. Rodríguez, tras haber fusionado el ramal de la 312.

## Recorridos
- A: Plaza Miserere - Estación Moreno - Luján (Cartel Once - Lujan)
- B: Plaza Miserere - Luján (X Gaona/Acceso Oeste) (Cartel Once - Lujan)
- C: Plaza Miserere - Estación Moreno (X M. Fierro X Cruce Castelar X Ruta 23) (Cartel Once - Cruce Castelar)
- D: Plaza Miserere - Merlo - Parque San Martín (Cartel Once - Cruce Castelar)
- E: Plaza Miserere - Luján (Rápido X Autopista) (Cartel Once - Lujan) (Actual Ramal de la Línea 57)
- F: Plaza Miserere - Luján (Diferencial x Autopista) (Cartel x metrobús  Once-constitución O Lujan x Metrobús)(Actual Ramal de la Línea 57)(Hora Pico)
- G: Plaza Miserere - Mercedes (Diferencial x Autopista)(Actual ramal de Línea 57) (Cartel Once - Mercedes)(Hora Pico)
- H: Plaza Miserere - Estación Moreno (Rápido X Autopista/Cruce Castelar) (Cartel Once - Cruce Castelar)
- I: Liniers (Gran Buenos Aires) o Ciudadela - Estación Moreno - Luján (Ex Línea 422 (La Lujanera)) (Parcialmente operado por las líneas 422 (La Perlita)
- J: Liniers (Gran Buenos Aires) o Ciudadela - Estación Moreno (Ex Línea 422 (La Lujanera)) (Parcialmente operado por la Línea 422)(Tramo San Antonio de Padua - Moreno)
- K: Estación Moreno - Luján (Ex Línea 422 (La Lujanera))(Operado por Línea 410 (Atlántida)) (Parcialmente operado por la Línea 422 (La Perlita))(Cartel 01 Rodríguez)